# Max Naumann
Max Naumann (* 12. Januar 1875 in Berlin; † 18. Mai 1939 ebenda) war ein deutscher Rechtsanwalt, Politiker und Publizist. Er war Gründer und Vorsitzender des Verbandes nationaldeutscher Juden. Die Mitglieder wurden auch als „Naumann-Juden“ bezeichnet. Von 1922 bis 1934 gab Naumann die Zeitschrift Der nationaldeutsche Jude heraus.

## Wirken
Naumann begann an der Friedrich-Wilhelms-Universität zu Berlin Rechtswissenschaft zu studieren. 1893 wurde er Mitglied der liberalen Brandenburgia Berlin, die 1919 zum Burschenbunds-Convent trat. An der Friedrich-Alexander-Universität Erlangen wurde er 1899 zum Dr. jur. promoviert. Er war Reserveoffizier der Bayerischen Armee und nahm zuletzt als Hauptmann der Bayerischen Landwehr am Ersten Weltkrieg teil. Er wurde mit dem Eisernen Kreuz beider Klassen und dem Militärverdienstorden (Bayern) IV. Klasse ausgezeichnet. Nach Kriegsende siedelte Naumann schließlich nach Berlin über. In der Weimarer Republik war er Mitglied der Deutschnationalen Volkspartei.
Naumann und sein 1921 gegründeter Verband nationaldeutscher Juden (VnJ) sah in der Betonung und Zurschaustellung einer besonderen jüdischen Identität den Auslöser für Rassismus und Judenfeindlichkeit. Naumann und der VnJ befanden sich damit in scharfer Opposition zum Zionismus und zu den meisten jüdischen Verbänden und unterschieden streng zwischen Deutsch-Juden und Fremd-Juden. Besonders die ins Reich geströmten orthodoxen Ostjuden erregten seinen Zorn. Naumann und die Mitglieder des VnJ schlossen sich der Idee eines „deutschen Gottes“ an und begingen christliche Feiertage. Anfangs sah Naumann sogar in Adolf Hitler eine positive politische Kraft. Seinen Antisemitismus tat er als unwichtig ab. Trotz (oder wegen) der Loyalitätsbekundungen gegenüber dem Nationalsozialismus und trotz seiner deutschnationalen Ausrichtung wurde Naumanns Verband nationaldeutscher Juden bereits am 18. November 1935 aufgelöst, früher als andere jüdische Organisationen. Max Naumann wurde am selben Tag von der Geheimen Staatspolizei verhaftet. Nach einem Suizidversuch wurde er einen Monat später aus der Gestapohaft entlassen. Seine Grabstätte befindet sich auf dem Südwestkirchhof Stahnsdorf.

## Schriften

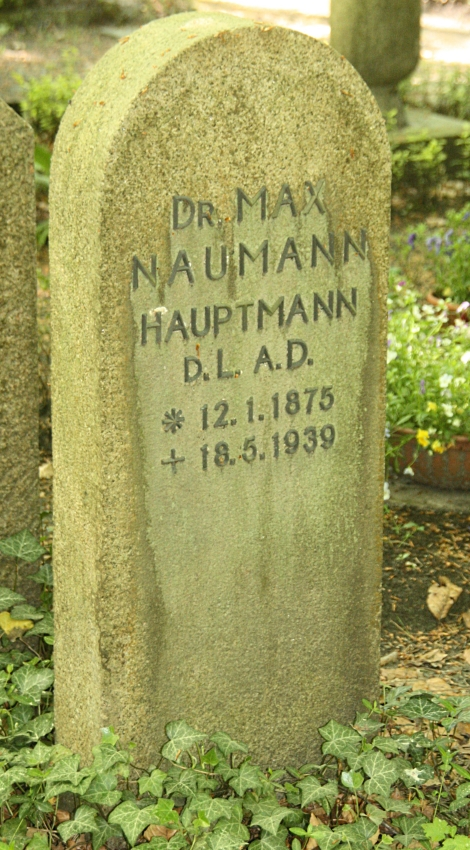
Max Naumanns Grabstein auf dem Südwestkirchhof Stahnsdorf

- Vom nationaldeutschen Juden. Berlin 1920.
- Ganz-Deutsche oder Halb-Deutsche. Vier Aufsätze. Berlin 1921.
- Von deutscher Zukunft. Zwei Aufsätze. Berlin 1924.